# Euthraulus tropicalis
Euthraulus tropicalis is een haft uit de familie Leptophlebiidae. De wetenschappelijke naam van de soort is voor het eerst geldig gepubliceerd in 1957 door Gillies.
De soort komt voor in het Afrotropisch gebied.